# Питоко (Фрозиноне)
Питоко је насеље у Италији у округу Фрозиноне, региону Лацио.
Према процени из 2011. у насељу је живело 513 становника. Насеље се налази на надморској висини од 495 м.